# اهداف رخنه
ابتکارات خط‌شکن یا اهداف رخنه (انگلیسی: Breakthrough Initiatives) برنامه‌ای است که توسط یوری میلنر و استیون هاوکینگ برای جستجوی هوش فرازمینی تأسیس شده است.
این بزرگترین پروژه در حمایت از جستجو برای یافتن موجودات هوشمند فضایی است. در این برنامه ده ساله یک میلیون ستاره نزدیک به زمین برای ردیابی امواج هوشمند زیر نظر گرفته خواهند شد. وسعت منطقه جستجو ده برابر برنامه‌های قبلی خواهد بود و طیف رادیویی اسکن شده پنج برابر وسیع‌تر خواهد بود و ۱۰۰ بار سریعتر هم انجام خواهد شد. این پروژه ۱۰۰ میلیون دلاری را گروه بی آی در انجمن رویال در لندن کلید زد.
علاوه بر دریافت سیگنال‌های رادیویی، دانشمندان تلاش خواهند کرد تا با بهره بردن از تلسکوپ رصدخانه کالیفرنیا به دنبال سیگنال‌های احتمالی نور نیز باشند.

## پروژه استارشات
پروژه استارشات (Breakthrough Starshot)، اعلام شده در ۱۲ آوریل ۲۰۱۶، یک پروژه ۱۰۰ میلیون دلاری به منظور توسعه یک ناوگان از کاوشگرهای فضایی مفهومی با بادبان‌های نوری است که قادر است با سرعت ۲۰ درصد سرعت نور (۶۰۰۰۰ کیلومتر بر ثانیه) به سمت منظومه ستاره‌ای آلفا قنطورس حرکت کند. این سفر حدود ۲۰ سال طول خواهد کشید و ۴ سال طول می‌کشد تا اولین تصاویر ثبت شده کاوشگر از این منظومه به زمین برسد.

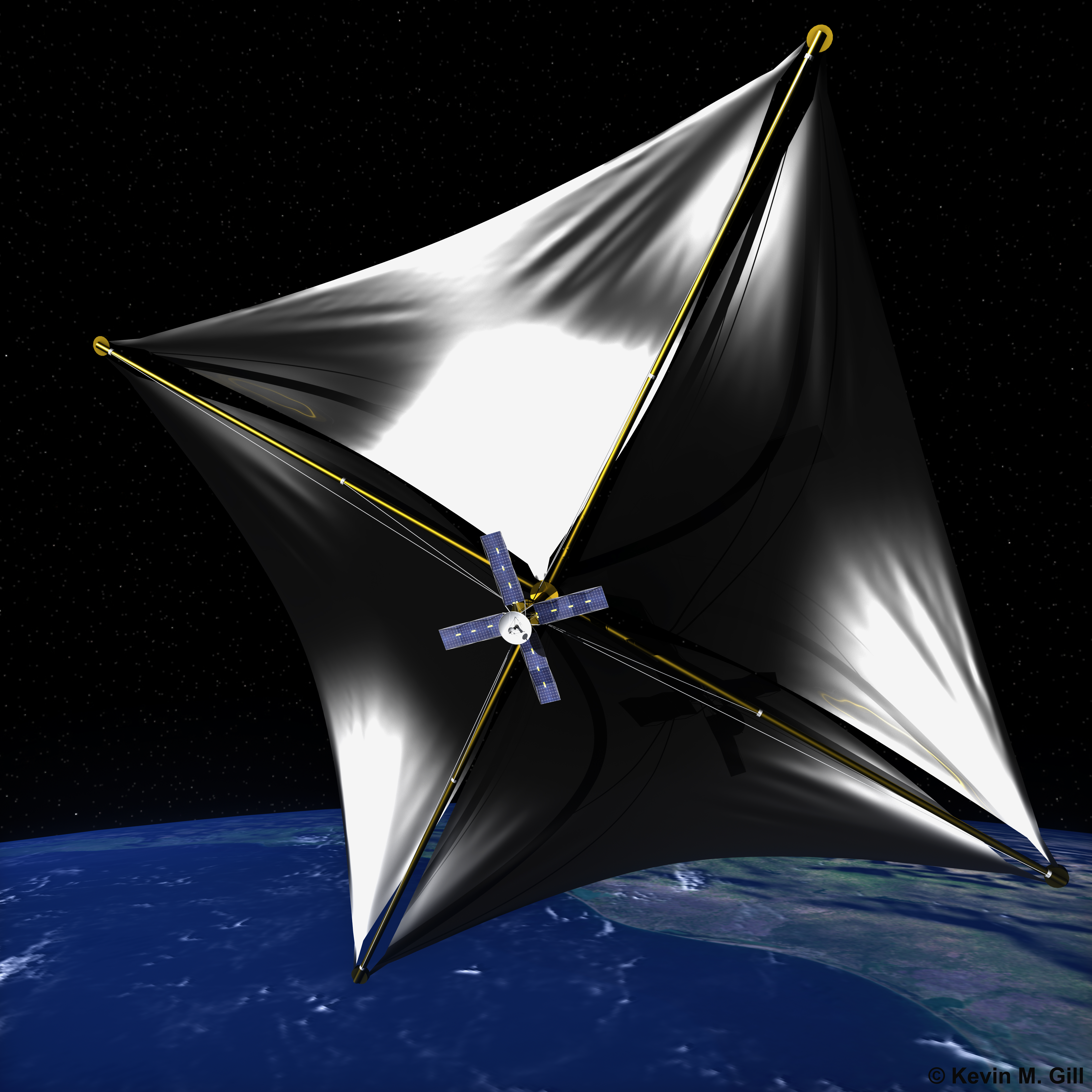
یک کاوشگر مفهومی بادبانی

این سفر بین ستاره‌ای ممکن است شامل پرواز به سیاره پروکسیما قنطورس بی شود، که یک سیاره فراخورشیدی است که در منطقه قابل سکونت از ستاره میزبان خود که پروکسیما قنطورس نام دارد قرار گرفته است. این ستاره یک کوتوله سرخ در سیستم ستاره‌ای آلفا قنطورس است. از فاصله ۱ واحد نجومی (۱۵۰ میلیون کیلومتر یا ۹۳ میلیون مایل)، چهار دوربین در هر یک از این فضاپیماها به طور بالقوه می‌تواند تصویری با کیفیت به اندازه کافی بالا ضبط برای بررسی ویژگی‌های سطحی این سیاره تهیه کنند.